# Вэй Чжэн
Вэй Чжэн (魏征; 580 — 11 февраля 643) — китайский канцлер с 627 до 643 год, историк времён династии Тан. Имел прозвище «Человек-зеркало».

## Биография
Родился в 580 году в уезде Цзюйлу провинции Хэбэй (по другим версиям — на территории современного Цзиньчжоу или Гуаньтао). Сын Вэй Чансяна, который был главой уезда в государстве Северная Ци. После смерти последнего семья обеднела. Впрочем Вэй Чжэн получил хорошее конфуцианское образование, посещая частную школу философа Ван Туна. Некоторое время находился в даосском монастыре Даоцзан. С началом восстаний против империи Суй в 617 году Вэй Чжэн примкнул к повстанцу Юань Бао-цзану, от которого перешёл на службу к мятежному генералу Ли Ми. Последний обратил внимание на изысканный литературный стиль Вэй Чжэна и пригласил его на должность советника по пропаганде при своём штабе. Основным занятием Вэй Чжэна стало составление манифестов к армии и населению. В 621 году он поступил на службу к наследнику престола империи Тан Ли Цзяньчэну, став его личным библиотекарем (сима). Вэй Чжэн сумел привлечь внимание Ли Цзяньчэна и стал одним из его доверенных советников, помимо прочего, давая рекомендации, как тому лучше действовать против своего младшего брата Ли Ши-миня. После убийства Ли Цзяньчэна в 626 году Ли Ши-минь призвал к себе Вэй Чжэна и спросил: «Почему ты сеял вражду между мной и братьями?» «Если бы наследник следовал моим советам, — отвечал Вэй Чжэн, — ни за что не случилось бы с ним нынешней беды!» После этого Ли Ши-минь назначил его на должность своего советника-секретаря, предоставив титул Цзюйлуского цзы. Впоследствии сделал Вэй Чжэна главным министром.
Вэй Чжэн полностью посвятил свою жизнь тому, чтобы давать честные и часто резкие советы императору. В 628 году его обвинили в кумовстве, однако внутреннее расследование не нашло подтверждений. А впрочем, император попросил его быть крайне осторожным, чтобы избежать в дальнейшем подобных недоразумений, влияющих на его репутацию. Вэй ответил на это: «Я честно служу императору и верю, что выполняю свои обязанности так, как это необходимо для государства, а не для моей личной славы».
Выступал против чрезмерного расширения империи на запад. Так, в 630 году, когда к Тай-цзуну обратились правители Западного Края, то Вэй Чжэн отговорил императора от этого.
Также выступал против создания крупной феодальной системы, когда наделы или должности передавались по наследству. Вэй Чжэн усматривал в этом опасность для единства государства, считая возможным сохранение мелких наделов. Однако в 631 году император начал ее создавать. Впрочем довольно быстро убедился в правоте Вея и отменил свои предыдущие приказы.
После того, как император в 632 году решил дать большое приданое за своей дочерью Чанлэ, которая собиралась выйти замуж за Чжансунь Уцзи, Вэй Чжэн раскритиковал его, сказав, что такой поступок может разрушить существующие правила и обычаи. Когда императрица Чжансунь услышала эту историю от императора, она сказала: «Теперь я понимаю, почему Вы так сильно уважаете его. Будучи Вашей женой, я и то боюсь возразить Вам, однако Вэй Чжэн смеет бросать упреки в вашу сторону и законы страны ставит выше мнения Вашего Величества. Такой человек поистине сокровище нашей нации! Ваше Величество, пожалуйста, учитывайте советы этого мужественного человека». Таким образом, приданое императорской наследницы было уменьшено.
Вэй Чжэн сохранил свою откровенность до конца жизни. Однажды император Тайцзун вернулся с заседания министров и в гневе сказал своей жене: «Рано или поздно я убью этого старого мужика!» Императрица спросила, что его так сильно разозлило, на что император сказал: «Вэй Чжэн! Он всегда противоречит мне и позорит меня перед всеми!» Услышав это, императрица удалилась и вскоре вернулась в торжественном наряде, чтобы поздравить императора. Она сказала: «Только, когда император мудрый и чуткий, советники могут спокойно и без опасения за свою жизнь высказывать свое мнение. Я хотела бы поздравить Вас — критика от Вэй Чжэна является доказательством открытости Вашего Величества!» Гнев императора постепенно угас, и после этого он стал еще больше ценить императрицу и Вэй Чжэна.
Узнав от дворцовых посыльных, что Вэй Чжэн серьезно заболел и живёт в старом доме с небольшой приемной, император очень огорчился. Тайцзун приказал в течение пяти дней перестроить для Вэй Чжэна большой зал с использованием строительных материалов, первоначально предназначенных для строительства дворца. Он послал своего личного врача, чтобы тот позаботился о Вэй Чжэне. Впрочем последний умер 11 февраля 643 года. На его похоронах император Тайцзун сказал: «Глядя в медное зеркало, я могу посмотреть, аккуратно ли я одет. Глядя в зеркало истории, я могу видеть последствия моего правления. Когда я смотрю в зеркало благородного человека, я могу исправить мои собственные недостатки. Теперь, когда Вэй Чжэн ушел от нас, одного зеркала я лишился!» Впоследствии Вэй Чжэн был зачислен в «24 заслуженных сановников, портреты которых повешены в зале Линьянь».

## Научная деятельность
Вэй Чжэн интересовался исторической наукой, изучал старинные летописи и исторические очерки. Он составил предисловие к «Исторической хронике династии Суй», общие замечания «Историческая хроника царства Лян», также является автором «Исторической хроники царства ци», «Дополнения к Лицзи» («Записи обрядов»).